# لوند بزمی
لوند بزمی (نام علمی: Lophornis chalybeus) نام یک گونه از سرده لوندها است که بومی کشور برزیل است. طول این پرنده ۷٫۵ تا ۹٫۱ سانتی‌متر (۳٫۰ تا ۳٫۶ اینچ) و وزن بزرگسال آن ۳ گرم است و هر دو جنس آن یک منقار کوتاه، صاف و سیاه دارند.